# Chérence
Chérence is een dorp in Frankrijk. Het ligt op het plateau van de Vexin  français, in het parc naturel régional du Vexin français. 

## Kaart
De onderstaande kaart toont de ligging van Chérence met de belangrijkste infrastructuur en aangrenzende gemeenten.

## Demografie
Onderstaande figuur toont het verloop van het inwonertal, bron: INSEE-tellingen .